# Waipaoa (slak)
Waipaoa is een geslacht van weekdieren uit de klasse van de Gastropoda (slakken).

## Soorten
- Waipaoa affectata Marwick, 1931 †
- Waipaoa cristata (Marwick, 1926) †
- Waipaoa grata Marwick, 1931 †